# Diners Club
 (novembre 2019).
Diners Club International (DCI), fondée en tant que Diners Club, est une société de carte de crédit formée en 1950 par Frank X. McNamara, Ralph Schneider, Matty Simmons et Alfred Bloomingdale. 

## Histoire
En 1981, Citibank, une des sociétés bancaires faisant partie de Citigroup, acquiert Diners Club International, le franchiseur qui détient des droits sur la marque Diners Club et bon nombre des plus grandes franchises à travers le monde. La majorité des franchises à l'étranger reste gérée de manière indépendante. 
Le 1er juillet 2008, Discover Financial Services rachète à Citibank  Diners Club International. 
Carte Blanche, carte haut de gamme qui avait été fondée en 1958 par Hilton Hotels, est vendue par la suite à Citigroup et est jumelée au réseau Diners Club.